# Himmelhunden (film)
|  | For sangen af samme navn, se Himmelhunden |
Himmelhunden er en dansk eksperimentalfilm fra 2003, der er instrueret af Claus Schrøder Nielsen, Sebastian David Tingkær og Per Götz efter deres eget manuskript.
Himmelhunden er også den danske titel på filmen Reach for the Sky (1956).

## Handling
Per Götz, Claus Schrøder Nielsen og Sebastian David Tingkær - tre mænd bliver af forskellige årsager draget mod det ukendte i fjerne bjergegne. Den lille hund Plet forsvinder på mystisk vis, samtidig med at andre modtager signaler fra himmelrummet og sender filmens tre mænd afsted på en rejse mod nord.